# Arnold Hyacinth van Wynants

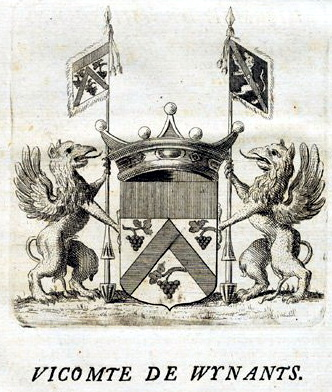
Wapenschild van de familie (Van) Wynants met drie druiventrossen

Arnold Hyacinth van Wynants, ook Arnoldus Hyacynthus (de) Wynants (Brussel, 24 maart 1671 - Maastricht of Mechelen-aan-de-Maas, 27 februari 1732) was een vooraanstaand geestelijke, bestuurder en mecenas in het prinsbisdom Luik. Hij was onder andere proost van het Sint-Servaaskapittel in Maastricht, heer van Tweebergen, Maasmechelen, Opgrimbie en Glabbeek, en beschermheer van de Maastrichtse componist Marcus Teller.

## Biografische schets
Arnold Hyacinth van Wynants was een telg uit het adellijke geslacht (Van) Wynants, dat in de 17e en 18e eeuw veel invloed had in de Spaans-Oostenrijkse partage van de landen van Overmaas, met name in het land van Valkenburg. Hij was de zoon van Goswin de Winants, advocaat bij de Hoge Raad van Brabant en raadsman van de Staten van Limburg en de Landen van Overmaas, en Isabella Anna van Veen. Zijn oudste broer was de rechtsgeleerde Goswin III de Winants (ca. 1660-1732), raadsman van keizer Karel VI. Arnold werd op 24 maart 1671 gedoopt in de kathedraal van Sint-Michiel en Sint-Goedele in Brussel. Hij studeerde rechten aan de universiteit van Leuven, waarna hij vanaf 12 maart 1696 als seculiere kanunnik verbonden was aan het kapittel van Sint-Servaas in Maastricht. Waarschijnlijk was hij een neef van de kanunnik Matthias Wynants (1643-1709), die bij zijn dood een belangrijk legaat ten behoeve van armlastige studenten uit Maastricht achterliet. Wynants was 23 jaar kanunnik, waarvan 6 jaar rijproost. Tegelijkertijd was hij kanunnik van de Sint-Martinuskerk in Sint-Martens-Voeren en pauselijk pronotarius.
Op 31 augustus 1719 werd Van Wynants door de Staten-Generaal benoemd tot proost van Sint-Servaas, een functie die hij tot zijn dood zou blijven uitoefenen. In ruil voor zijn benoeming eisten de Staten-Generaal dat Wynants in Den Haag de eed kwam afleggen en dat de drie eerstvrijkomende prebenden van het kapittel aan de Staten-Generaal zouden toekomen. Als proost van Sint-Servaas was Arnold tevens heer van Tweebergen en Maasmechelen, de twee banken van Sint-Servaas die aan het proostschap verbonden waren. Tijdens de laatste jaren van zijn leven werd hij bijgestaan door de vice-proost of coadjutor Hendrik de la Gorge. Beiden stierven in hetzelfde jaar en werden in hetzelfde graf in de parochiekerk van Mechelen-aan-de-Maas bijgezet. Van Wynants werd als proost opgevolgd door Petrus Renier van Wassenaer Warmond.

## Nalatenschap
Arnold van Wynants woonde als kanunnik in 1708 aan de Grote Looiersstraat in Maastricht. Hij was buurman van de familie van de componist Marcus Teller. In 1726 droeg Teller een bundel composities op aan Wynants, die de publicatie door de Augsburgse uitgever Joannes Lotter waarschijnlijk (mede)financierde. De collectie, bekend als Teller opus 1, was getiteld Musica sacra stylo plane Italico & Cromatico.
Wynants kocht in 1723 het kasteel Hof van Oensel in Mechelen-aan-de-Maas, dat hij in 1728 deels liet herbouwen. Hij woonde er tot aan zijn dood. Vermoedelijk bleef het kasteel daarna in bezit van zijn opvolgers. Begin 20e eeuw werd het wegens bouwvalligheid afgebroken.
Wynants' en De la Gorges gezamenlijke grafsteen met wapenschild en opschrift is bewaard gebleven op de oude begraafplaats aan de Vaartstraat in Mechelen-aan-de-Maas, nadat de oude parochiekerk in 1850 werd vervangen door de huidige Sint-Monulphus en Gondulphuskerk. In Mechelen-aan-de-Maas bevond zich het buitenverblijf van de proosten van Sint-Servaas.